# Erik Skjoldbjærg

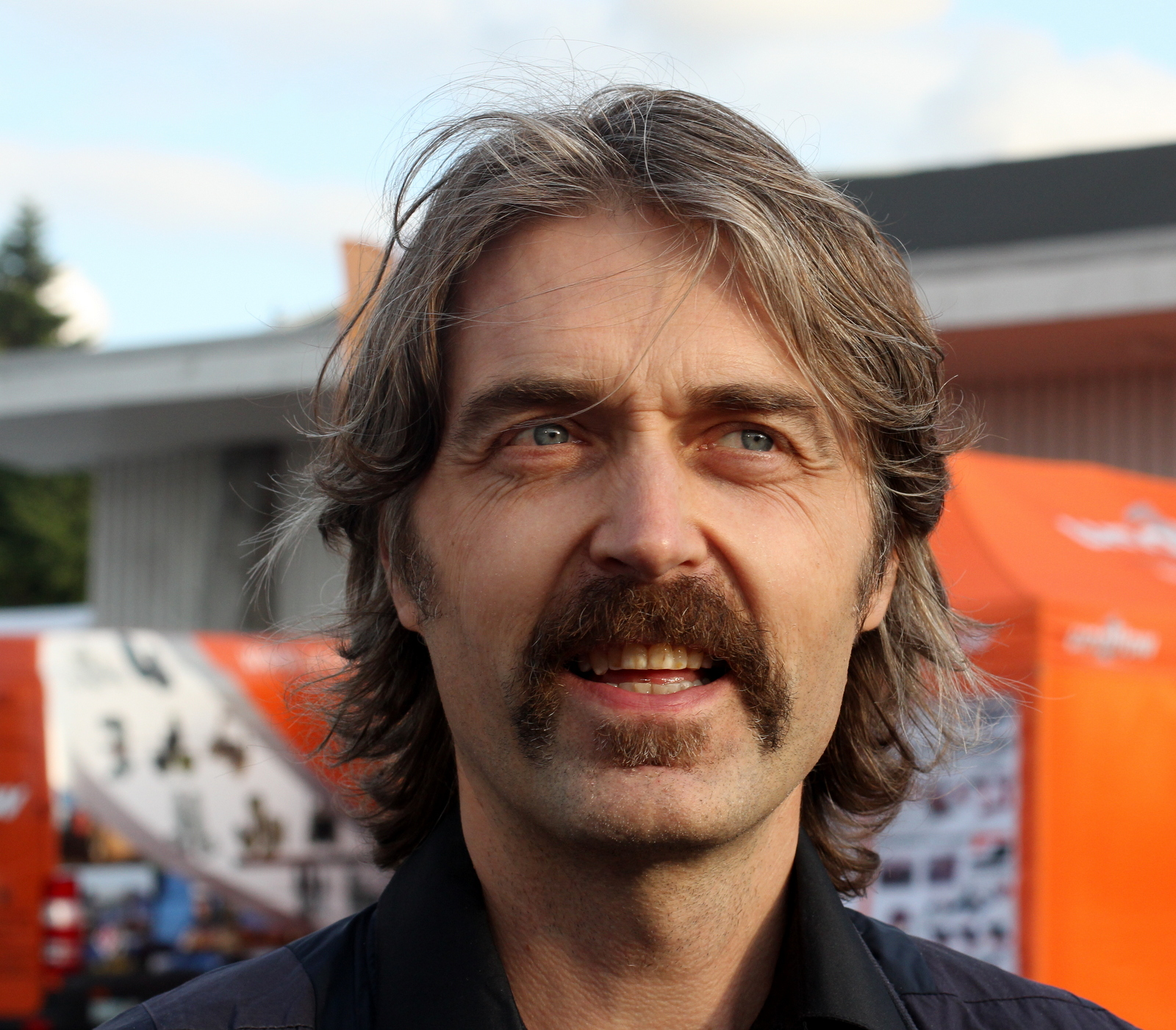
Erik Skjoldbjærg, 2013

Erik Skjoldbjærg (* 14. Dezember 1964 in Tromsø, Norwegen) ist ein norwegischer Filmregisseur und Drehbuchautor.

## Leben und Werk
Erik Skjoldbjærg machte 1997 seinen Abschluss auf der National Film and Television School in London. International bekannt ist er für Buch und Regie beim Film Todesschlaf (Originaltitel: Insomnia, mit Stellan Skarsgård und Maria Mathiesen) aus dem Jahre 1997. Der Film lief auch in der Sektion „Semaine de la Critique“ auf den 50. Internationalen Filmfestspielen von Cannes im gleichen Jahr. Im Jahr 2002 drehte Christopher Nolan mit Al Pacino und Robin Williams eine US-Adaption. Ebenfalls international bekannt ist Prozac Nation – Mein Leben mit der Psychopille, der auf der Autobiografie Verdammte schöne Welt der Musikjournalistin Elizabeth Wurtzel beruht. Sein Taucherdrama auf einer Ölbohrinsel, Pioneer, lief in der Special Presentation Sektion auf dem Toronto International Film Festival 2013.

## Filmografie
Als Regisseur
- 1993: Vinterveien (Kurzfilm)
- 1994: Close to Home (Kurzfilm)
- 1996: Spor (Kurzfilm)
- 1997: Todesschlaf (Insomnia)
- 2001: Prozac Nation – Mein Leben mit der Psychopille (Prozac Nation)
- 2004: Skolen (Fernsehserie, 3 Folgen)
- 2005: En folkefiende (An Enemy of the People)
- 2006: Størst av alt (Fernsehserie, 3 Episoden)
- 2010: Nokas
- 2013: Pioneer
- 2015–2020: Occupied – Die Besatzung (Okkupert, Fernsehserie, 11 Folgen)
- 2016: Pyromaniac – Bevor ich verbrenne (Pyromanen)
- 2022: Kampen (Kampen om Narvik)

Als Drehbuchautor
- 1993: Vinterveien (Kurzfilm)
- 1994: Close to Home (Kurzfilm)
- 1996: Spor (Kurzfilm)
- 1997: Todesschlaf (Insomnia, zusammen mit Nikolaj Frobenius)
- 2005: En folkefiende
- 2013: Pioneer
- 2015: Occupied – Die Besatzung (Okkupert, Fernsehserie, 7 Folgen)